# Список призёров зимних Олимпийских игр 1994
Ниже представлен список всех призёров зимних Олимпийских игр 1994 года, проходивших с 12 по 27 февраля 1998 года в городе Лиллехаммер, Норвегия. Всего в соревнованиях принял участие 1737 спортсменов — 1215 мужчин и 522 женщины, представлявшие 67 стран (национальных олимпийских комитета). Было разыграно 61 комплектов наград в 12 дисциплинах 7 олимпийских видов спорта. В лыжном двоеборье, прыжках с трамплина, бобслее и хоккее разыгрывали медали исключительно мужчины, а фигурное катание было единственным видом спорта на этой зимней Олимпиаде, где мужчины и женщины соревновались вместе в парах. Призёрами игр в Лиллехаммере стали спортсмены из 22 стран — при этом 14 из этих стран удалось завоевать как минимум одну золотую медаль Победителем общемедального зачёта стала сборная России получившая 23 медалей из которых 11 золотых, 8 серебряных и 4 бронзовых медалей.

## Биатлон
| Соревнование                  | Золото                                                                        | Серебро                                                                        | Бронза                                                                       |
| ----------------------------- | ----------------------------------------------------------------------------- | ------------------------------------------------------------------------------ | ---------------------------------------------------------------------------- |
| Мужчины: индивидуальная гонка | Сергей Тарасов (RUS)                                                          | Франк Лук (GER)                                                                | Свен Фишер (GER)                                                             |
| Мужчины: спринт               | Сергей Чепиков (RUS)                                                          | Рикко Грос (GER)                                                               | Сергей Тарасов (RUS)                                                         |
| Мужчины: эстафета 4×7,5 км    | Германия: - Рикко Грос - Франк Лук - Марк Кирхнер - Свен Фишер                | Россия: - Валерий Кириенко - Владимир Драчёв - Сергей Тарасов - Сергей Чепиков | Франция: - Тьерри Дюссерр - Патрис Байи-Сален - Лионель Лоран - Эрве Фланден |
| Женщины: индивидуальная гонка | Мирьям Бедар (CAN)                                                            | Анн Бриан (FRA)                                                                | Уши Дизль (GER)                                                              |
| Женщины: спринт               | Мирьям Бедар (CAN)                                                            | Светлана Парамыгина (BLR)                                                      | Валентина Цербе-Нессина (UKR)                                                |
| Женщины: эстафета 4×6 км      | Россия: - Надежда Таланова - Наталья Снытина - Луиза Носкова - Анфиса Резцова | Германия: - Уши Дизль - Антье Харвей - Симона Грайнер-Петтер-Мемм - Петра Беле | Франция: - Корин Ниогре - Вероник Клодель - Дельфин Бурле - Анн Бриан        |

## Бобслей
| Соревнование      | Золото                                                                        | Серебро                                                                  | Бронза                                                                     |
| ----------------- | ----------------------------------------------------------------------------- | ------------------------------------------------------------------------ | -------------------------------------------------------------------------- |
| Мужчины: двойки   | Швейцария: - Густав Ведер - Донат Аклин                                       | Швейцария: - Рето Гётши - Гуидо Аклин                                    | Италия: - Гюнтер Хубер - Стефано Тиччи                                     |
| Мужчины: четвёрки | Германия: - Харальд Чудай - Карстен Браннаш - Олаф Хампель - Александер Шелиг | Швейцария: - Густав Ведер - Донат Аклин - Курт Майер - Доменико Семераро | Германия: - Вольфганг Хоппе - Ульф Хильшер - Рене Ханнеман - Карстен Эмбах |

## Горнолыжный спорт
| Соревнование               | Золото                    | Серебро                  | Бронза                                |
| -------------------------- | ------------------------- | ------------------------ | ------------------------------------- |
| Мужчины: скоростной спуск  | Томми Мо (USA)            | Четиль Андре Омодт (NOR) | Эд Подивински (CAN)                   |
| Мужчины: супергигант       | Маркус Васмайер (GER)     | Томми Мо (USA)           | Четиль Андре Омодт (NOR)              |
| Мужчины: гигантский слалом | Маркус Васмайер (GER)     | Урс Келин (SUI)          | Кристиан Майер (AUT)                  |
| Мужчины: слалом            | Томас Штангассингер (AUT) | Альберто Томба (ITA)     | Юре Кошир (SLO)                       |
| Мужчины: комбинация        | Лассе Кьюс (NOR)          | Четиль Андре Омодт (NOR) | Харальд Кристиан Странн Нильсен (NOR) |
| Женщины: скоростной спуск  | Катя Зайцингер (GER)      | Пикабо Стрит (USA)       | Изольде Костнер (ITA)                 |
| Женщины: супергигант       | Дайанн Рофф (USA)         | Светлана Гладышева (RUS) | Изольде Костнер (ITA)                 |
| Женщины: гигантский слалом | Дебора Компаньони (ITA)   | Мартина Эртль (GER)      | Френи Шнайдер (SUI)                   |
| Женщины: слалом            | Френи Шнайдер (SUI)       | Эльфи Эдер (AUT)         | Катя Корен (SLO)                      |
| Женщины: комбинация        | Пернилла Виберг (SWE)     | Френи Шнайдер (SUI)      | Аленка Довжан (SLO)                   |

## Конькобежный спорт
| Соревнование          | Золото                  | Серебро                  | Бронза                 |
| --------------------- | ----------------------- | ------------------------ | ---------------------- |
| Мужчины: 500 метров   | Александр Голубев (RUS) | Сергей Клевченя (RUS)    | Манабу Хории (JPN)     |
| Мужчины: 1000 метров  | Дэн Дженсен (USA)       | Игорь Железовский (BLR)  | Сергей Клевченя (RUS)  |
| Мужчины: 1500 метров  | Йохан Олав Косс (NOR)   | Ринтье Ритсма (NED)      | Фалько Зандстра (NED)  |
| Мужчины: 5000 метров  | Йохан Олав Косс (NOR)   | Хьелль Стурелид (NOR)    | Ринтье Ритсма (NED)    |
| Мужчины: 10000 метров | Йохан Олав Косс (NOR)   | Хьелль Стурелид (NOR)    | Барт Велдкамп (NED)    |
| Женщины: 500 метров   | Бонни Блэр (USA)        | Сьюзан Ош (CAN)          | Франциска Шенк (GER)   |
| Женщины: 1000 метров  | Бонни Блэр (USA)        | Анке Байер (GER)         | Е Цяобо (CHN)          |
| Женщины: 1500 метров  | Эмеше Хуньяди (AUT)     | Светлана Федоткина (RUS) | Гунда Ниман (GER)      |
| Женщины: 3000 метров  | Светлана Бажанова (RUS) | Эмеше Хуньяди (AUT)      | Клаудия Пехштайн (GER) |
| Женщины: 5000 метров  | Клаудия Пехштайн (GER)  | Гунда Ниман (GER)        | Хироми Ямамото (JPN)   |

## Лыжное двоеборье
| Соревнование                  | Золото                                                | Серебро                                                                | Бронза                                                   |
| ----------------------------- | ----------------------------------------------------- | ---------------------------------------------------------------------- | -------------------------------------------------------- |
| Мужчины: индивидуальная гонка | Фред Борре Люндберг (NOR)                             | Таканори Коно (JPN)                                                    | Бьярте Энген Вик (NOR)                                   |
| Мужчины: эстафета             | Япония: - Масаси Абе - Таканори Коно - Кэндзи Огивара | Норвегия: - Фред Борре Люндберг - Кнут Торе Апеланд - Бьярте Энген Вик | Швейцария: - Андреас Шад - Жан-Ив Куэнде - Ипполит Кемпф |

## Лыжные гонки
| Соревнование              | Золото                                                                             | Серебро                                                                        | Бронза                                                                              |
| ------------------------- | ---------------------------------------------------------------------------------- | ------------------------------------------------------------------------------ | ----------------------------------------------------------------------------------- |
| Мужчины: гонка на 30 км   | Томас Альсгорд (NOR)                                                               | Бьорн Дэли (NOR)                                                               | Мика Мюллюля (FIN)                                                                  |
| Мужчины: гонка на 10 км   | Бьорн Дэли (NOR)                                                                   | Владимир Смирнов (KAZ)                                                         | Марко Альбарелло (ITA)                                                              |
| Мужчины: гонка на 15 км   | Бьорн Дэли (NOR)                                                                   | Владимир Смирнов (KAZ)                                                         | Сильвио Фаунер (ITA)                                                                |
| Мужчины: эстафета 4×10 км | Италия: - Маурилио Де Зольт - Марко Альбарелло - Джорджо Ванцетта - Сильвио Фаунер | Норвегия: - Стуре Сивертсен - Вегард Ульванг - Томас Альсгорд - Бьорн Дэли     | Финляндия: - Мика Мюллюля - Харри Кирвесниеми - Яри Рясянен - Яри Исомется          |
| Мужчины: на 50 км         | Владимир Смирнов (KAZ)                                                             | Мика Мюллюля (FIN)                                                             | Стуре Сивертсен (NOR)                                                               |
| Женщины: гонка на 15 км   | Мануэла Ди Чента (ITA)                                                             | Любовь Егорова (RUS)                                                           | Нина Гаврылюк (RUS)                                                                 |
| Женщины: гонка на 5 км    | Любовь Егорова (RUS)                                                               | Мануэла Ди Чента (ITA)                                                         | Марья-Лийса Кирвесниеми (FIN)                                                       |
| Женщины: гонка на 15 км   | Любовь Егорова (RUS)                                                               | Мануэла Ди Чента (ITA)                                                         | Стефания Бельмондо (ITA)                                                            |
| Женщины: эстафета 4×5 км  | Россия: - Елена Вяльбе - Лариса Лазутина - Нина Гаврылюк - Любовь Егорова          | Норвегия: - Труде Дюбендаль - Ингер Хелен Нюбротен - Элин Нильсен - Анита Моэн | Италия: - Биче Ванцетта - Мануэла Ди Чента - Габриэлла Паруцци - Стефания Бельмондо |
| Женщины: гонка на 30 км   | Мануэла Ди Чента (ITA)                                                             | Марит Вольд (NOR)                                                              | Марья-Лийса Кирвесниеми (FIN)                                                       |

## Прыжки на лыжах с трамплина
| Соревнование                  | Золото                                                                   | Серебро                                                                     | Бронза                                                                            |
| ----------------------------- | ------------------------------------------------------------------------ | --------------------------------------------------------------------------- | --------------------------------------------------------------------------------- |
| Мужчины: нормальный трамплин  | Эспен Бредесен (NOR)                                                     | Лассе Оттесен (NOR)                                                         | Дитер Тома (GER)                                                                  |
| Мужчины: большой трамплин     | Йенс Вайсфлог (GER)                                                      | Эспен Бредесен (NOR)                                                        | Андреас Гольдбергер (AUT)                                                         |
| Мужчины: командное первенство | Германия: - Йенс Вайсфлог - Кристоф Даффнер - Дитер Тома - Хансйорг Экле | Япония: - Нориаки Касаи - Джини Нисиката - Таканобу Окава - Масахико Харада | Австрия: - Андреас Гольдбергер - Хайнц Куттин - Кристиан Мозер - Штефан Хорнгашер |

## Санный спорт
| Соревнование      | Золото                                  | Серебро                                  | Бронза                                 |
| ----------------- | --------------------------------------- | ---------------------------------------- | -------------------------------------- |
| Мужчины: одиночки | Георг Хакль (GER)                       | Маркус Прок (AUT)                        | Армин Цоггелер (ITA)                   |
| Мужчины: двойки   | Италия: - Курт Бруггер - Вильфрид Хубер | Италия: - Хансйорг Рафль - Норберт Хубер | Германия: - Штефан Краусе - Ян Берендт |
| Женщины: одиночки | Герда Вайссенштайнер (ITA)              | Зузи Эрдман (GER)                        | Андреа Тагверкер (AUT)                 |

## Фигурное катание
| Соревнование               | Золото                                         | Серебро                                       | Бронза                                          |
| -------------------------- | ---------------------------------------------- | --------------------------------------------- | ----------------------------------------------- |
| Мужчины: одиночное катание | Алексей Урманов (RUS)                          | Элвис Стойко (CAN)                            | Филипп Канделоро (FRA)                          |
| Женщины: одиночное катание | Оксана Баюл (UKR)                              | Нэнси Керриган (USA)                          | Чэнь Лу (CHN)                                   |
| Парное катание             | Россия: - Екатерина Гордеева - Сергей Гриньков | Россия: - Наталья Мишкутёнок - Артур Дмитриев | Канада: - Изабель Брассёр - Ллойд Айслер        |
| Танцы на льду              | Россия: - Оксана Грищук - Евгений Платов       | Россия: - Майя Усова - Александр Жулин        | Великобритания: - Джейн Торвилл - Кристофер Дин |

## Фристайл
| Соревнование        | Золото                     | Серебро                 | Бронза                      |
| ------------------- | -------------------------- | ----------------------- | --------------------------- |
| Мужчины: могул      | Жан-Люк Брассар (CAN)      | Сергей Щуплецов (RUS)   | Эдгар Гроспирон (FRA)       |
| Мужчины: акробатика | Андреас Шёнбехлер (SUI)    | Филипп Ларош (CAN)      | Ллойд Ланглуа (CAN)         |
| Женщины: могул      | Стине Лисе Хаттестад (NOR) | Элизабет Макинтер (USA) | Елизавета Кожевникова (RUS) |
| Женщины: акробатика | Лина Черязова (UZB)        | Мария Линдгрен (SWE)    | Хильде Лид (NOR)            |

## Хоккей
| Соревнование | Золото | Серебро | Бронза |
| ------------ | --- | --- | --- |
| Мужчины      | Швеция: - Томми Сало - Хокан Альготссон - Томас Юнссон - Кристиан Дю-Бойе - Лейф Ролин - Магнус Свенссон - Фредрик Стиллман - Кенни Йонссон - Рогер Юханссон - Патрик Юлин - Рогер Ханссон - Хокан Лооб - Стефан Эрнскуг - Никлас Эрикссон - Даниэль Рюдмарк - Юнас Бергквист - Йорген Йонссон - Петер Форсберг - Карл Берглунд - Андреас Даккелль - Матс Нэслунд - Патрик Чельберг | Канада: - Кори Хирш - Мэнни Легаси - Эдриан Окойн - Дерек Майер - Брэд Веренка - Кен Ловзин - Марк Эстли - Дэвид Харлок - Крис Терьен - Брэд Шлегел - Тодд Глушко - Фабиан Джозеф - Пол Кария - Дуэйн Норрис - Грег Джонсон - Брайан Саваж - Уолли Шрайбер - Тодд Уорринер - Грег Паркс - Жан-Ив Руа - Крис Контос - Петр Недвед | Финляндия: - Юкка Тамми - Ярмо Мюллюс - Марко Кипрусофф - Эрик Хямяляйнен - Тимо Ютила - Паси Сормунен - Янне Лаукканен - Ханну Вирта - Мика Стрёмберг - Янне Оянен - Эса Кескинен - Саку Койву - Марко Пало - Раймо Хелминен - Мика Алатало - Вилле Пелтонен - Йере Лехтинен - Сами Капанен - Теро Лехтеря - Петри Варис - Микко Мякеля - Мика Ниеминен - Паси Куйвалайнен |

## Шорт-трек
| Соревнование                  | Золото                                                                       | Серебро                                                                 | Бронза                                                                       |
| ----------------------------- | ---------------------------------------------------------------------------- | ----------------------------------------------------------------------- | ---------------------------------------------------------------------------- |
| Мужчины: 500 метров           | Чхэ Джи Хун (KOR)                                                            | Мирко Вюллермин (ITA)                                                   | Ники Гуч (GBR)                                                               |
| Мужчины: 1000 метров          | Ким Ки Хун (KOR)                                                             | Чхэ Джи Хун (KOR)                                                       | Марк Ганьон (CAN)                                                            |
| Мужчины: эстафета 5000 метров | Италия: - Мирко Вюллермин - Маурицио Карнино - Орацио Фагоне - Хуго Херрнхоф | США: - Рэндалл Бартц - Эндрю Гебель - Джон Койл - Эрик Флейм            | Австралия: - Стивен Бредбери - Эндрю Мерта - Ричард Низельски - Киран Хансен |
| Женщины: 500 метров           | Кэти Тернер (USA)                                                            | Чжан Яньмэй (CHN)                                                       | Эми Петерсон (USA)                                                           |
| Женщины: 1000 метров          | Чон Ли Гён (KOR)                                                             | Натали Ламбер (CAN)                                                     | Ким Со Хи (KOR)                                                              |
| Женщины: эстафета 3000 метров | Республика Корея: - Чон Ли Гён - Ким Юн Ми - Ким Со Хи - Вон Хе Гён          | Канада: - Кристин Будриас - Сильви Дэгль - Натали Ламбер - Изабель Шаре | США: - Никки Зигельмайер - Карен Кэшмен - Эми Петерсон - Кэти Тёрнер         |

## Лидеры по медалям
Лидером по общему числу завоёванных наград на этой Олимпиаде c пятью медалями стала итальянская лыжница Мануэла Ди Чента, завоевавшая две золотые, две серебряные и одну бронзовую награды во всех гонках которые были на играх, вторыми по количеству наград, с четырьмя медалями, стали российская лыжница Любовь Егорова завоевавшая три золотые награды и одну серебряную и норвежский лыжник Бьорн Дэли, завоевавший две золотые и две серебряные награды.